# Trox mandli
Trox mandli är en skalbaggsart som beskrevs av Vladimir Balthasar 1931. Trox mandli ingår i släktet Trox och familjen knotbaggar. Inga underarter finns listade i Catalogue of Life.